# Ocampazo

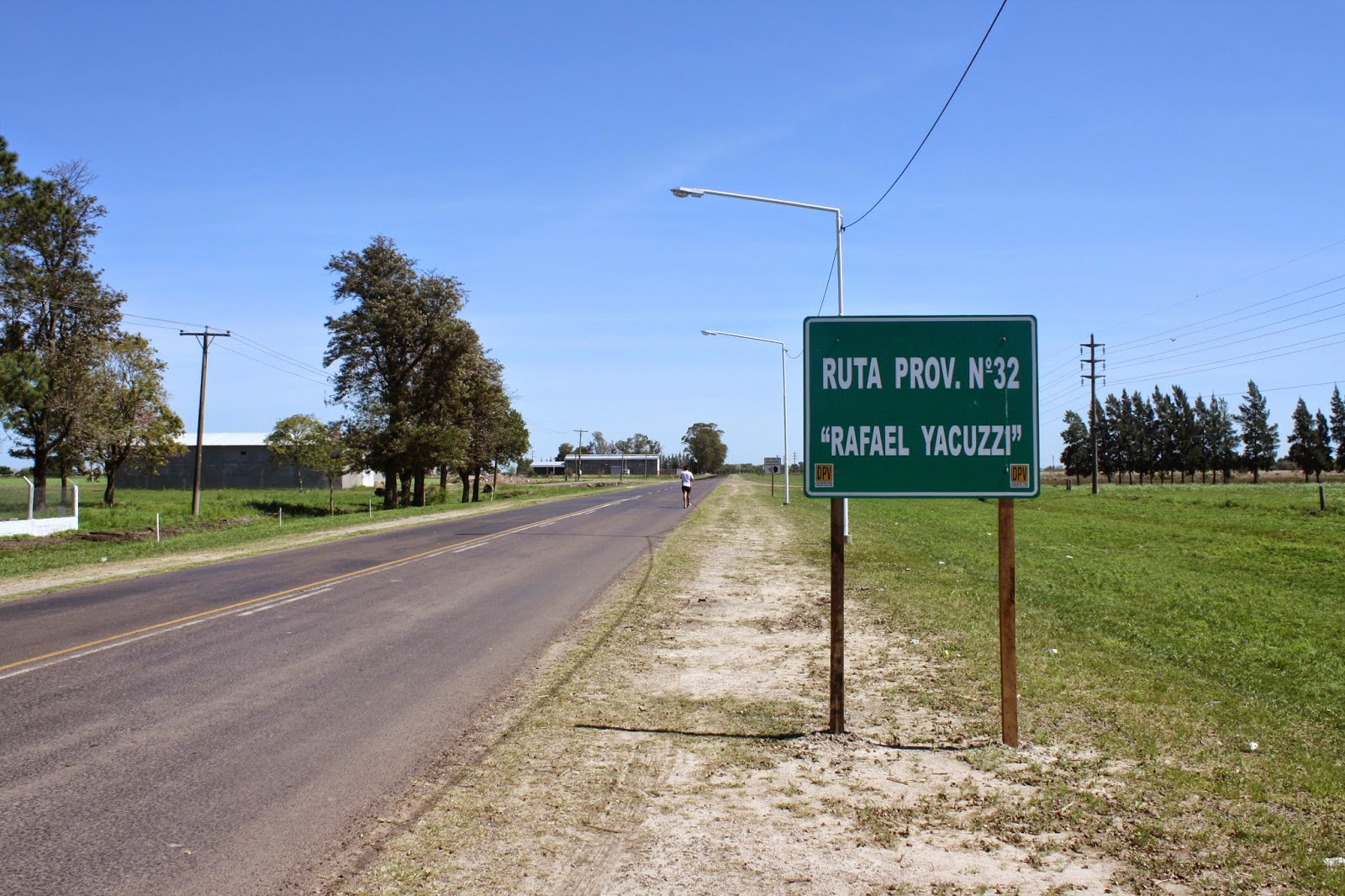
Ruta Provincial 32, bautizada en honor al Padre Rafael Yacuzzi.

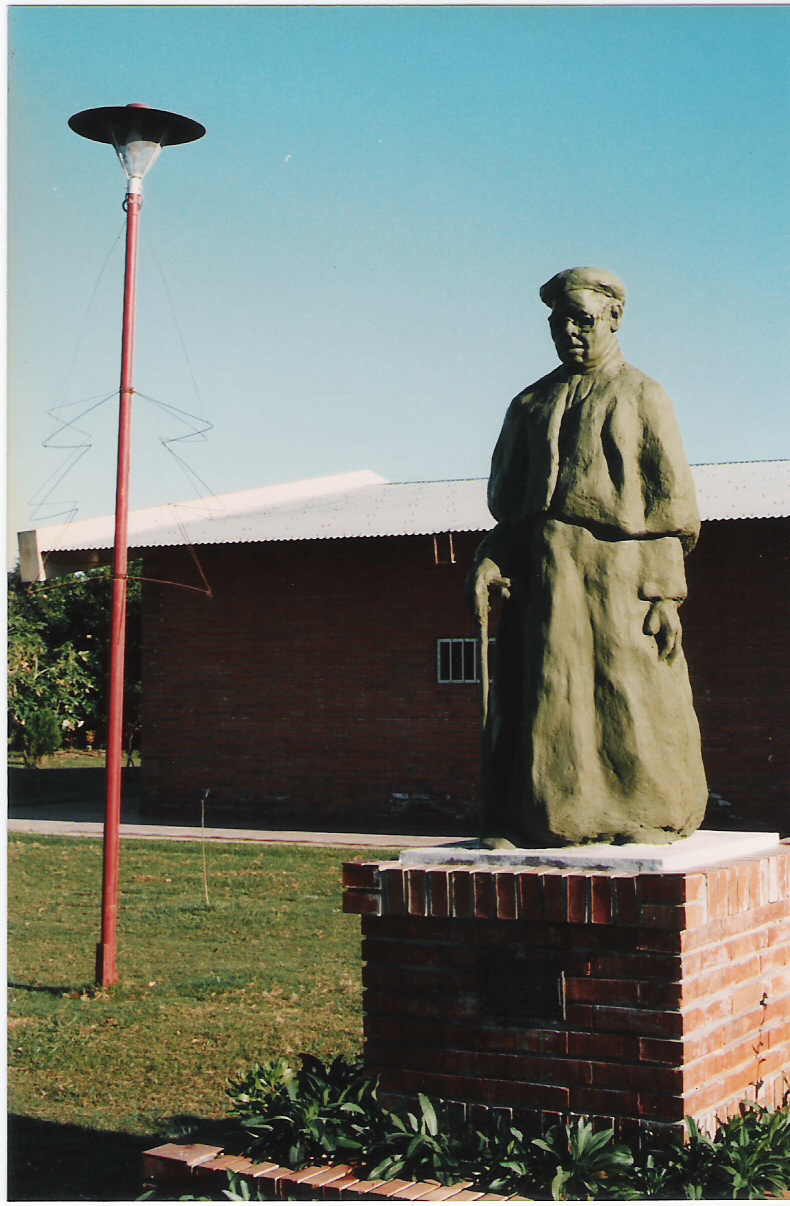
Memorial en honor al Padre Giacomozzi en Las Toscas.

El «Ocampazo» fue una importante revuelta social sucedida en el año 1969 en la ciudad de Villa Ocampo, Santa Fe.
Se trató de una huelga obrera que derivó en una pueblada en defensa de la histórica y principal fuente de trabajo de la ciudad, el Ingenio Arno, el cual, afectado por las medidas económicas de la dictadura de Juan Carlos Onganía, anunciaba su cierre definitivo. 
Es considerado como el primero de todos los movimientos insurreccionales del año 1969 en contra de Onganía, entre los que cabe mencionar a otros de los más importantes como el Correntinazo (15 de mayo de 1969), el 1º Rosariazo (21 de mayo de 1969), el Cordobazo (29 de mayo de 1969) y el 2.º Rosariazo (16 de septiembre de 1969).

## Contexto histórico

### El modelo económico de la dictadura de Onganía
El 28 de junio de 1966, un golpe de Estado comandado por Juan Carlos Onganía derrocó al presidente Arturo Illía. 
La imagen inicial de un militar modernizador y progresista rápidamente fue opacada por la de un presidente personalista y autoritario estrechamente ligado a los intereses de los más altos empresarios del país. En un tiempo en el cual se respiraban aires de libertad en occidente, en Argentina se reprimía a los estudiantes, se prohibían las reuniones de jóvenes, se suspendían las actividades de los partidos políticos y la prensa estaba sujeta al visto bueno del gobierno.
La economía fue el factor detonante de la rápida decadencia de la llamada Revolución Argentina. Durante el gobierno de Illia el país experimentó un notable crecimiento económico gracias a la suba de los precios internacionales de los bienes exportables argentinos. Las importaciones se mantuvieron en un nivel bajo por lo que la balanza de pagos arrojó un superávit de US$ 500 millones que permitió afrontar la carga de deuda externa, redistribuir los ingresos y mantener los altos niveles de consumo interno. Sin embargo, hacia finales de su período, el gobierno radical mostró sus debilidades ante la brusca caída de los precios de los productos agropecuarios. El PBI se estancó y la inflación en 1965 estuvo muy por encima de las expectativas. 
El plan económico impulsado por la dictadura de Onganía viró hacia una corriente más liberal. Se realizó un ajuste del tipo de cambio con una devaluación del 40%, se eliminaron las retenciones a las exportaciones, se bajaron las tasas de las importaciones y se suspendieron los convenios colectivos de trabajo, otorgando por única vez un aumento salarial.
Más allá haber sido un alivio inmediato para el escenario económico, este modelo rápidamente comenzó a arrojar sus resultados más nefastos: los precios subieron aún más y el déficit fiscal aumentó considerablemente, sumado al creciente descontento social.

### El golpe a la industria del azúcar
El gobierno de Onganía tuvo tres ministros de economía: Jorge Salimei, Adalbert Krieger Vasena y José Dagnino Pastore. El mandato de Salimei fue el primero y el más corto de todos, pero fue determinante y catastrófico para la industria del azúcar en Argentina. 
Por decreto, el 21 de agosto de 1966, se dispuso el cierre forzado y la intervención militar de 11 de los 27 ingenios de la provincia de Tucumán, se redujo un 30% el cupo de producción de azúcar de esa provincia y se prohibió la instalación de nuevos ingenios o de ampliar la capacidad productiva de los ya existentes, mientras que el cupo de los ingenios de Salta y Jujuy fue reducido sólo un 17%.
Durante la gestión de Krieger Vasena, se determinó que de las 960 mil toneladas industrializadas en 1966, se debía disminuir la producción a 750 mil toneladas, distribuidas de la siguiente forma: Tucumán, 390 mil toneladas (52%), Salta y Jujuy, 322 mil (43%) y Litoral (Villa Ocampo, Las Toscas y Tacuarendí), 37.500 toneladas (7%). Históricamente los rindes de los ingenios del norte de Santa Fe en la zafra de 1966 superaron a todos los del país.
El principal ingenio beneficiado por el plan de Salimei fue el ingenio Ledesma de Jujuy en manos del grupo Arrieta-Blaquier. En la zafra de 1965 Ledesma produjo 196.000 toneladas de azúcar, cifra equivalente al récord de producción de todos los ingenios del mundo. Al año siguiente produjo 22.000 toneladas por encima del cupo asignado y los militares incorporaron ese excedente a la cuota de producción asignada para la molienda de 1967. Esto produjo una crisis de superproducción, la cual controlada monopólicamente por Ledesma, derrumbaba el precio del azúcar afectando a los medianos y pequeños ingenios del país, provocando la quiebra de aquellos que no contaban con el respaldo financiero suficiente para subsistir. 
El grupo empresario Arrieta-Blaquier fue apoyado no solo por el gobierno militar sino por la Corte Suprema la cual sentenciaba la inconstitucionalidad de las leyes que Ledesma violaba. Más aún, durante el mandato del ministro Krieger Vasena, Ledesma convino un aumento de 15.000 toneladas en sus derechos de producción. 
La estrecha relación del grupo Arrieta-Blaquier con la dictadura fue tan cercana como escandalosa. Según algunas fuentes, en la casa de Carlos Blaquier, yerno de Herminio Arrieta, se redactó el memorándum que Julio Alsogaray hizo llegar a Onganía y que se convertiría en el proyecto de gobierno de la Revolución Argentina. Pero la incidencia directa de este grupo empresario sobre el gobierno militar no terminaba allí. En 1970, año en que fallece Herminio Arrieta, el único heredero de la firma Ledesma SA, Carlos Blaquier, integró el grupo que comandó el derrocamiento del mismo Onganía.

### La situación de Villa Ocampo
Ya en abril de 1968, la crisis de la industria del azúcar afectó directamente a la cuenca cañera del norte de Santa Fe. Luego de período el incertidumbre, el ingenio de Tacuarendí cerró definitivamente sus puertas.
A finales de 1968, la Compañía Industrial del Norte de Santa Fe, propietaria del Ingenio Arno de Villa Ocampo, arrastraba un déficit de 1200 millones de pesos, se debían tres meses de sueldo a los obreros y aproximadamente 16 millones de pesos a los productores cañeros.
Luego de solicitar infructuosamente un crédito al gobernador, la Compañía había resuelto vender el paquete accionario a cooperativas y entidades cañeras de la zona. El 10 de diciembre de 1968, en una asamblea realizada en la ciudad de Santa Fe, los empresarios titulares de la firma prometieron cancelar antes del 22 de diciembre el total de la deuda, pero el plazo no se cumplió.

### El rotundo apoyo de la Iglesia: Movimiento de Sacerdotes del Tercer Mundo
Apoyados en la encíclica “El Progreso de los Pueblos” dictada por el Papa Pablo VI en 1968, 18 sacerdotes liderados por el padre brasileño Hélder Pessoa Câmara, formaron el “Movimiento de Sacerdotes del Tercer Mundo” (MSTM), elaborando una proclama en la cual consideraban que la situación de pobreza de los pueblos del tercer mundo se debía a la explotación de las corporaciones multinacionales apoyadas por los gobiernos de los países industrializados.
Al poco tiempo, 260 sacerdotes enviaron su carta de adhesión logrando un amplio compromiso de la Iglesia en muchos países de América Latina, África y Asia. Tiempo después ya sumaban 500 religiosos.
El 1º y 2 de mayo de 1968 el MSTM realiza un encuentro nacional en Córdoba asistiendo representantes de 13 diócesis, entre ellos el sacerdote ocampense Rafael Yacuzzi, líder del movimiento en Villa Ocampo y la zona. El Padre Eligio Giacomozzi, de Las Toscas, con una postura más conciliadora, pero en defensa del pueblo y de las fuentes de trabajo de la zona, se transformaría en el principal interlocutor con el gobierno provincial de facto.

## El desenlace de la protesta
El 4 de enero de 1969 se creó la Comisión Coordinadora de la Acción de Lucha para conducir y encauzar la movilización en Villa Ocampo. Obreros y estudiantes iniciaron una huelga de hambre en el templo para exigir el pago de la deuda a los trabajadores. Al mismo tiempo, la Comisión Coordinadora iba tejiendo unidad y sumando voluntades entre los pueblos, campos y montes de los alrededores. Los obreros instalan una olla popular en Plaza San Martín, frente al entonces Club Social (Jockey Club).
El semanario “Ocampense” del 5 de enero de 1969, relataba con indignación el clima de esos días: “Una ola incalculable de clamor de justicia, de fuentes de trabajo, pan y tranquilidad, se oye en el norte. Villa Ocampo dio su grito de alerta y hoy se debate entre la vida y la muerte su suerte definitiva. Sin embargo sus hombres y sus mujeres no se resignan a ser un pueblo fantasma más. Los pueblos que no luchan, merecen ser esclavos”.
El 10 de enero, en un acto en la plaza Belgrano de Villa Ocampo, se convocó a más de 5.000 personas. Entre los oradores estaban el Padre Ángel Tibaldo y Luis Spontón, en esos años a cargo de la parroquia de Florencia, además de dirigentes sindicales y estudiantiles. La huelga del hambre (primera fase de la protesta) terminó el domingo 12 de enero al anunciarse que el gobierno provincial dispuso de 40 millones de pesos para el pago de los sueldos atrasados.
El lunes 13 continuaba la olla popular en la espera de más novedades. Luego de tres meses, ante el drama de la desocupación que se agravaba día a día, diversos sectores comienzan a deliberar un plan de lucha para enfrentar a la dictadura y sus políticas económicas.
En abril, surgió la idea de iniciar hacer una marcha a pie hasta Santa Fe, por la Ruta 11 para instalar una olla popular frente a la gobernación. Uno de los bastiones de la organización fue el cura Rafael Yacuzzi. La idea recibió el apoyo de Raimundo Ongaro, líder de la CGT de los Argentinos quien encabezaría la movilización junto con el sacerdote.
El viernes 11 de abril, las campanas de la iglesia comenzaron a sonar convocando al pueblo. Las puertas de los hogares se abrieron, los maestros y alumnos dejaron las aulas y el pueblo entero colmó las calles de Villa Ocampo. A las siete de la mañana, los chamamé de una radio correntina eran amplificados por los parlantes animando a la gente. Luego de entonar el Himno Nacional y portando al bandera argentina llegaban los obreros azucareros al grito de “¡Muera la dictadura!”. Encabezados por el cura Yacuzzi empujaban contra el cerco de los agentes, quienes se retiraban. La “Marcha del Hambre” como fue bautizada, avanzaba. El gobernador santafesino de facto, Contralmirante Eladio Vázquez, ordenó la renuncia del comandante Palacios, intendente de la ciudad y en su lugar asumió Alcibíades Sambrana, quien también tuvo que renunciar por pedido del pueblo, pero se comprometió a apoyar la lucha.
Con ollas, carpas, abrigos y medicamentos, el pueblo recorrió las calles de la Villa Ocampo hasta la ruta 11. En el camino se sumaron unos cuantos tractores que pasaron a apoyar la cabecera. “Patria sí, colonia no”, gritaban los manifestantes. En la ruta esperaban los represores con palos, granadas, lanzagases y fals. Cuando los primeros hombres pisaron la ruta comenzaron a llover estelas de gases. Luego llegaron los sablazos, bastonazos y finalmente tiros de armas de fuego. La dictadura reprimía con plomo. De inmediato, el pueblo respondió con piedras y cascotes. 
Pasado el mediodía, llegaron más fuerzas policiales desde Santa Fe; y la represión se tornó indiscriminada y se expandió por todo el pueblo. 
La policía ordenó la detención de 14 personas, incluidos Ongaro, el padre Rafael Yacuzzi y dos menores ocampenses, José Luis y Stella Maris Cracogna de 15 y 16 años respectivamente. Ongaro y Yacuzzi pudieron escapar siendo perseguidos por la policía y los detenidos que fueron llevados a la cárcel de Santa Felicia (Vera), fueron liberados al día siguiente.
La lucha fue larga, pero fructífera. Los ocampenses lograron conservar su fábrica con un plan de expropiación y funcionamiento del gobierno provincial por gestiones del padre Giacomozzi.